# Universität Babol Noshirvani
Die Technische Universität Babol Noshirvani (persisch دانشگاه صنعتی نوشیروانی بابل) ist eine technische Universität in Babol, einer Stadt in der Provinz Mazandaran im Norden des Iran, 20 km südlich des Kaspischen Meeres.

## Geschichte
Der Iranische Philanthrop Hossein Falah Noshirvani gründete 1970 in Babol ein technisches College. Im Jahr 1972 wurde eine Höhere Technische Lehrerbildungsanstalt eingerichtet, an der ausgewählte Studenten zu Lehrern für technische Berufe ausgebildet werden. 1979 wurde die Lehranstalt auf Beschluss der nationalen Universitätskommission Teil der Universität Mazandaran. Seit dem Jahr 2005 strebte die Hochschule zunehmend eine eigenständige Existenz an. Sie firmiert seit 2008 als eigenständige Universität.